# Sant’Andrea della Valle

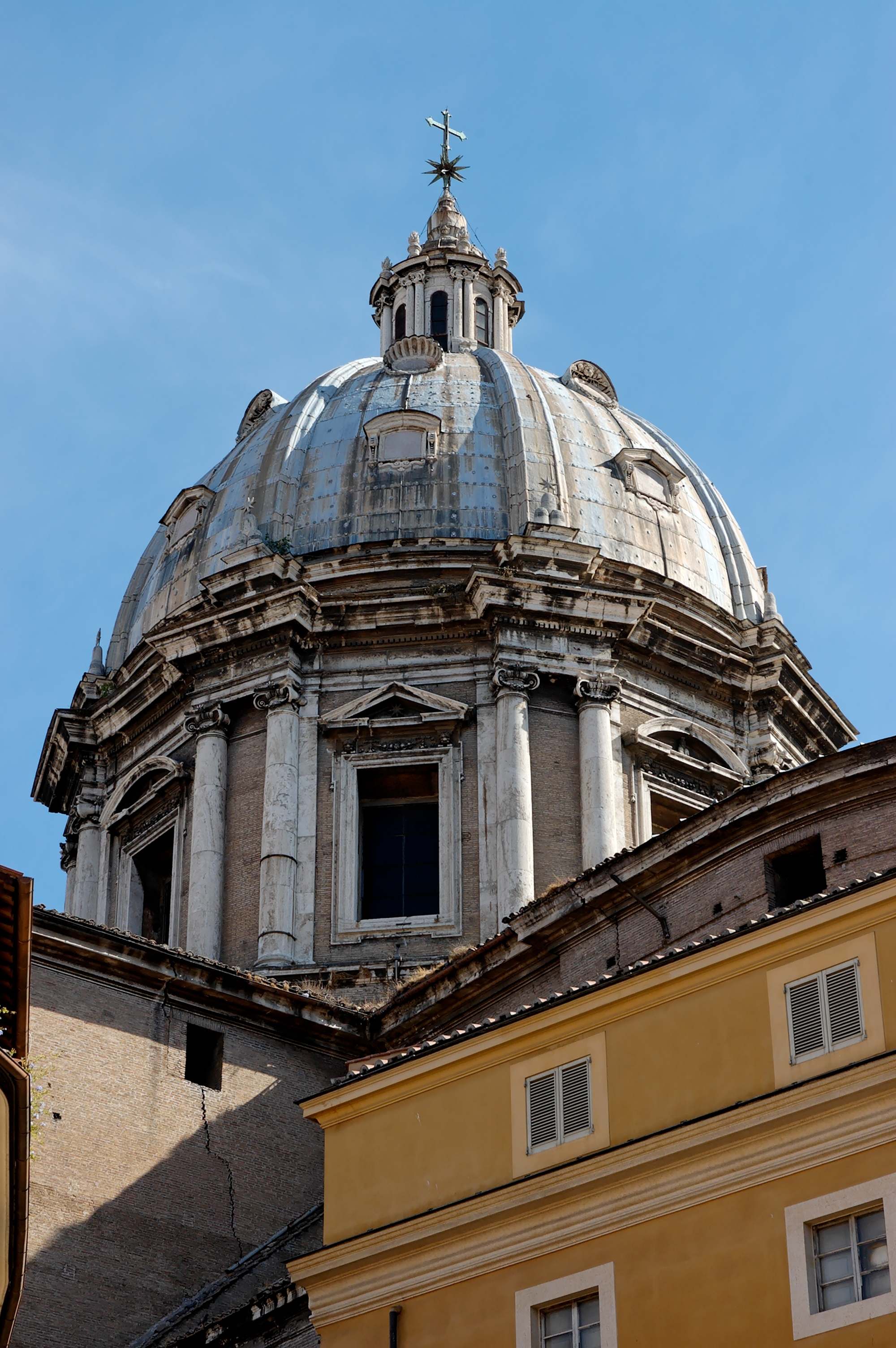
Kuppel

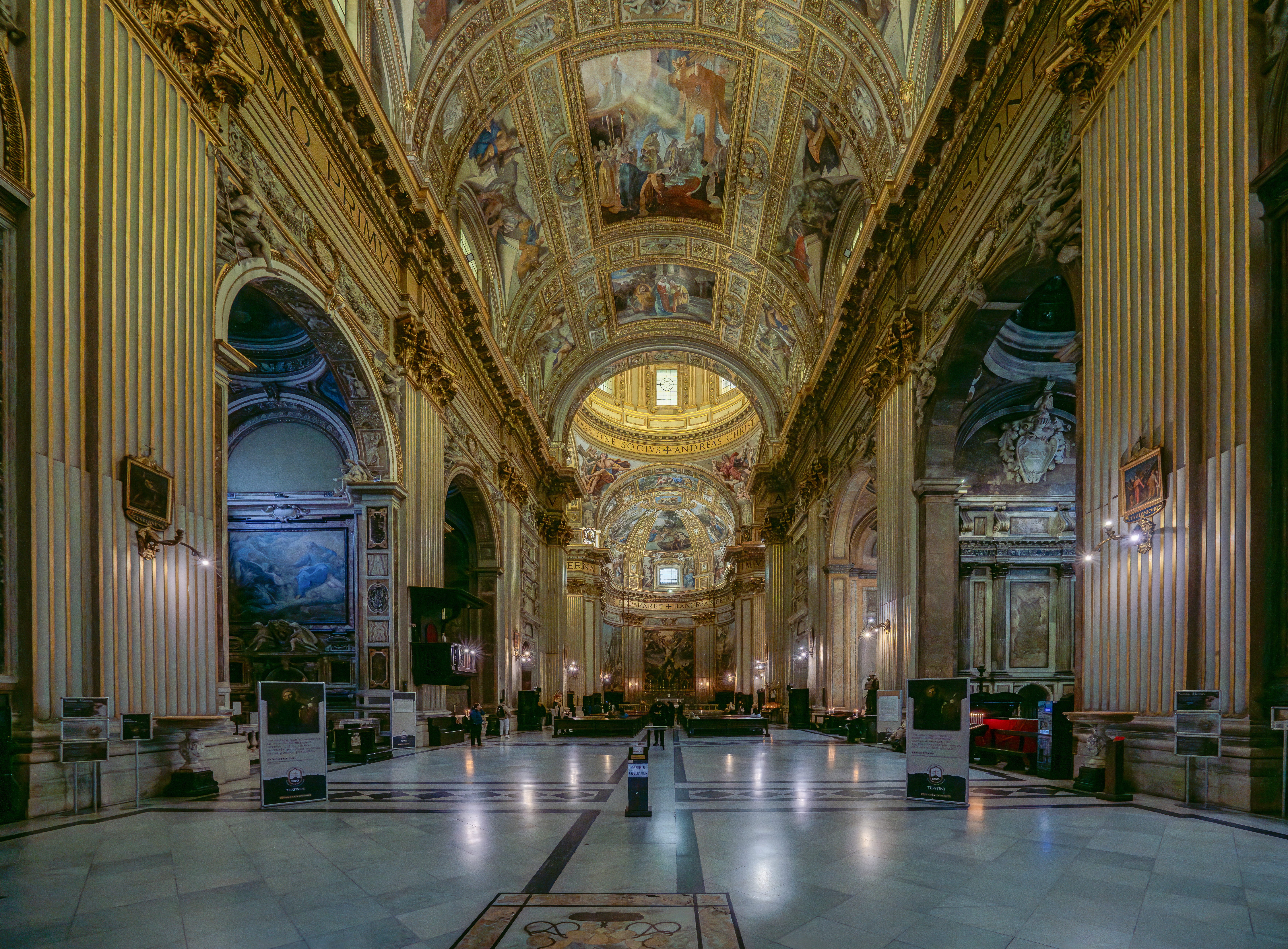
Innenansicht

Sant’Andrea della Valle (lateinisch Sancti Andreae Apostoli de Valle) ist eine Kirche in Rom. Sie stammt aus dem 16. Jahrhundert, ist Mutterkirche des Theatinerordens und Titelkirche der römisch-katholischen Kirche. Nach dem Petersdom hat sie die zweitgrößte Vierungskuppel, nach dem Pantheon die drittgrößte Kuppel in Rom überhaupt.

## Lage
Die Kirche liegt im VIII. römischen Rione Sant’Eustachio, gegenüber der gleichnamigen Piazza di Sant’Andrea della Valle am Corso Vittorio Emanuele II, etwa 200 m südöstlich der Piazza Navona. Westlich schließt sich der Largo dei Chiavari an, im Osten die Piazza Vidoni. Ihren Namen della Valle (italienisch „im Tal“) erhielt sie, weil sich an dieser Stelle vor Jahrhunderten eine sumpfige Niederung befand.

## Baugeschichte
Sant’Andrea della Valle wurde nach dem Vorbild der Kirche Il Gesù, der Mutterkirche der Jesuiten, im Frühbarock begonnen und im Spätbarock vollendet. Der Bau wurde u. a. aus der Stiftung einer Angehörigen der Familie Piccolomini finanziert. Die erste Finanzierungszusage gab 1588 Kardinal Alfonso Gesualdo. Zwischen 1586 und 1591 begannen Giacomo della Porta und Francesco Grimaldi mit dem Bau. Die Arbeiten an der Fundamentierung sowie der Errichtung der ersten beiden Joche des Langhauses mit den dazugehörenden Seitenkapellen waren bis 1599 beendet. Aufgrund finanzieller Probleme des Ordens und des Todes des Kardinals wurden die Arbeiten von 1599 bis 1608 unterbrochen. Ab diesem Jahr wurden die Gelder für die weiteren Arbeiten von Alessandro Peretti gestiftet, sein damaliger Baumeister Carlo Maderno führte ihn weiter bis zur Vollendung des Gebäudes als solchem 1622; vermutlich veränderte er die ursprünglichen Pläne della Portas. Die Fassade wurde erst von 1656 oder 1662 bis 1665/66 nach veränderten Plänen Madernos durch Carlo Rainaldi fertiggestellt.

## Grundstruktur
Der Bau wurde als kreuzförmige, einschiffige Kirche errichtet, anstelle der Seitenschiffe wurden Seitenkapellen erbaut. Über der Vierung wurde eine hohe Kuppel errichtet, das Langschiff wird von einem Tonnengewölbe bedeckt.

## Fassade

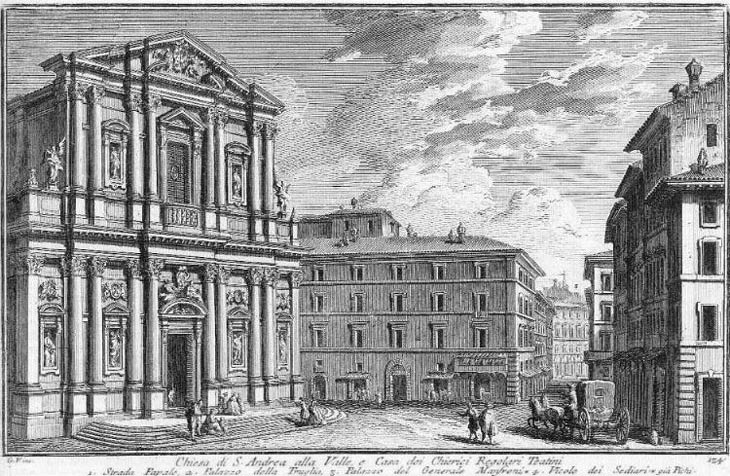
Stich von Giuseppe Vasi mit dem rechten, nicht ausgeführten, Engel

Die Fassade „spiegelt den Geist des Spätbarocks wieder“. Leitmotiv ist die Säule, dies wird als Charakteristikum Rainaldis gesehen.
Horizontal gegliedert wird sie durch zwei verkröpfte Gesimse, vertikal durch die Verwendung von je vier Doppelsäulen pro Stockwerk mit korinthischen Kapitellen. Die Säulen selbst sind zum Teil vertieft eingestellt, was zu Schattenzonen an den Rändern führt, lediglich diejenigen des Mittelrisalites treten als Dreiviertelsäulen stärker hervor. Die untere Fassadenseite wird von einem Eckpilaster auf beiden Seiten begrenzt. Am Obergeschoss plante Giacomo Fancelli ursprünglich, an Stelle der meist üblichen Voluten, mit zwei Engeln die Dachzonen der Seitenkapellen des Langhauses zu verdecken. Nach einem angeblichen Streit mit Papst Alexander VIII. wurde jedoch nur der linke ausgeführt. Es gibt ein römisches Sprichwort, wonach der linke Engel dorthin deute, wo der rechte hingeflogen sei. Der Dreiecksgiebel übernimmt die durch die Säulenstruktur vorgegebene Verkröpfung. Er enthält in seinem Wappenfeld die heraldischen Symbole Papst Alexander VII., unter dessen Pontifikat sie fertiggestellt wurde. Die Fassade von Sant’Andrea della Valle gilt als eine der bedeutendsten barocken Schauwände Roms.

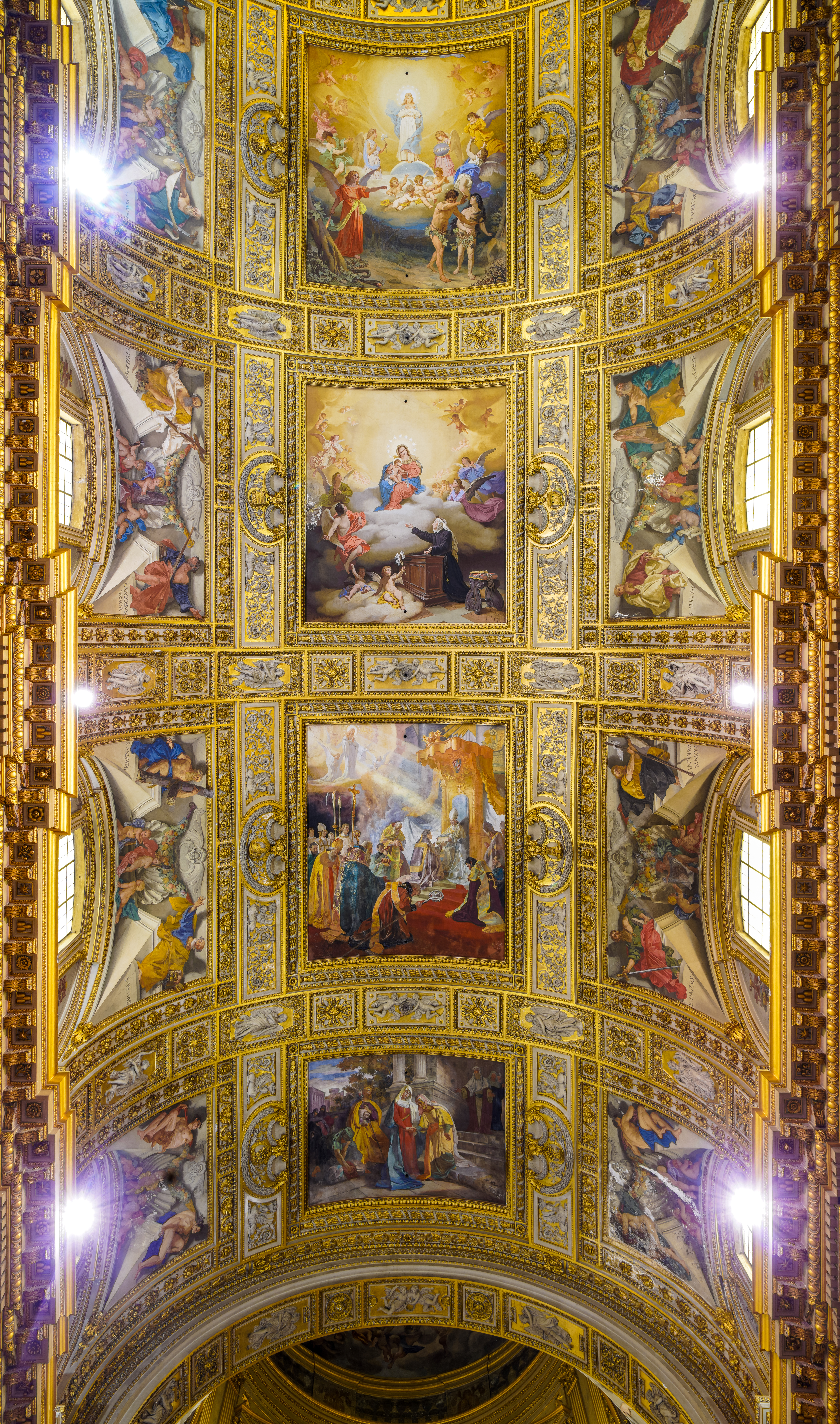
Die Decke von Alessandro Algardi und Domenichino

## Ausstattung
Die Kirche ist im Gegensatz zu Il Gesù zu den Seitenkapellen hin mit hohen Arkadenbögen verbunden. Die innere Struktur ist mit einem betont kräftigen rundum laufenden Gesims und den sich in den Gurtbögen fortsetzenden Strukturen der Pilastergliederung zwischen den Seitenkapellen einheitlich und für den römischen Hochbarock typisch gegliedert.

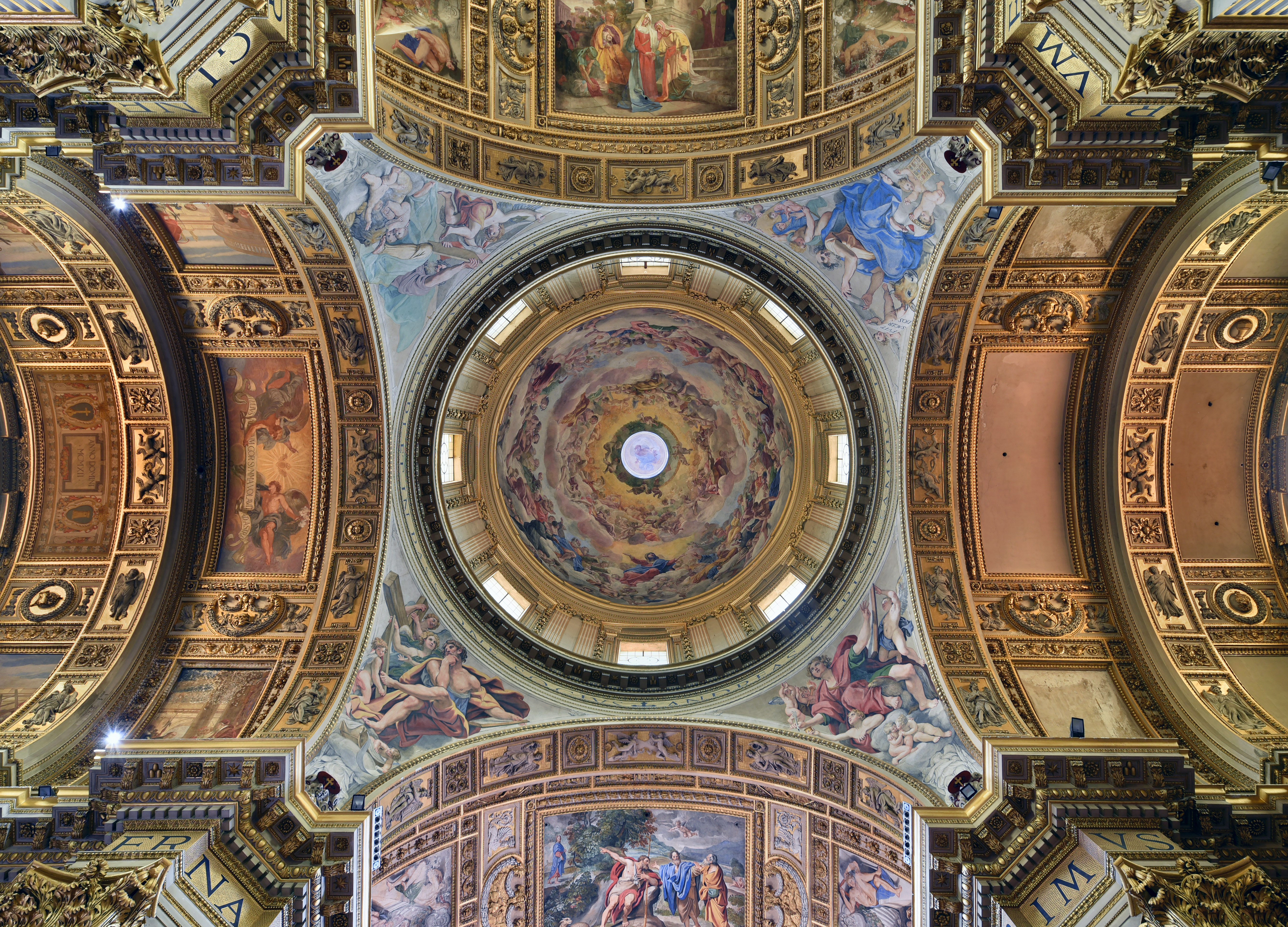
Kuppelinneres

Die große Kuppel ist durch Doppelpilaster und Attikafenster gegliedert. Sie wurde von Giovanni Lanfranco von 1621 bis 1625 mit der Glorie des Paradieses ausgemalt. Gianlorenzo Bernini bemerkte zu ihrem Entstehen: „Als der Cavaliere Lanfranco die Kuppel von St. Andrea della Valle übermalte, benutzte er keine Pinsel, sondern grobe Bürsten, die er an lange Stangen festband, und diese waren so schwer, daß er sie von zwei Männern hochhalten lassen musste. Er selbst dirigierte nur und hat auf diese Art und Weise die Übermalung doch schließlich fertig gebracht. Das nenne ich noch eine anstrengende, schwierige Technik.“ In den Zwickeln der Kuppel befinden sich Darstellungen der vier Evangelisten, geschaffen von Domenichino zwischen 1624 und 1628. Domenichino soll hier seine künstlerische Beziehung zu seinem Landsmann Correggio offenlegen.
Auch die Apsis wurde, wie die Kuppelzwickel, von Domenichino ausgemalt. Sie stellt die Berufung des hl. Petrus und des hl. Andreas dar sowie das Martyrium des hl. Andreas und seine Aufnahme in den Himmel. Der Apsiszylinder wurde von Mattia Preti 1650 bis 1651 mit der Kreuzigung und Grablegung des hl. Andreas ausgeführt.

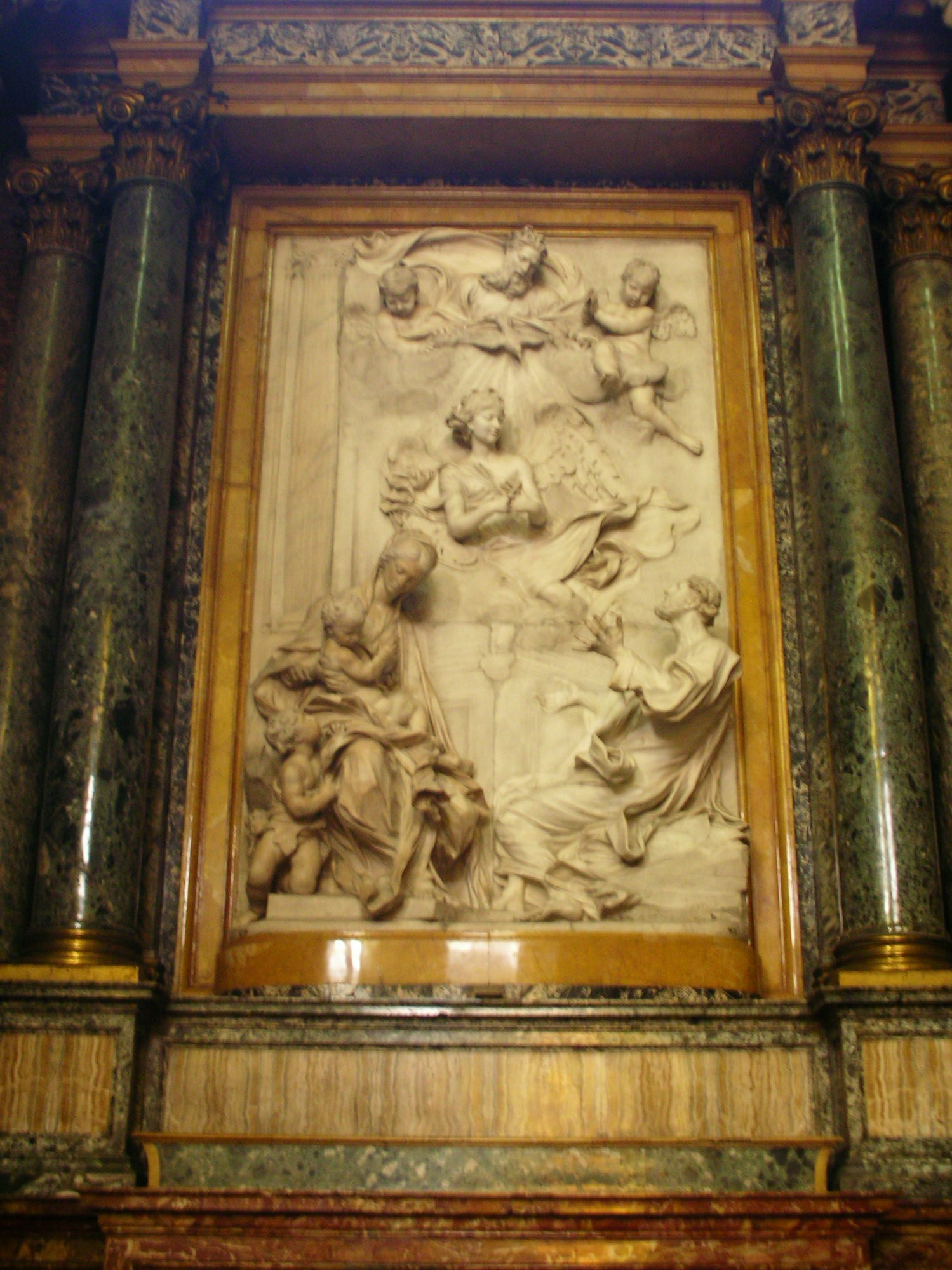
Relief von A. Raggi

Die Cappella Ginetti bzw. Lancellotti wurde von Carlo Fontana ab 1670 errichtet. Die Kapelle enthält ein Marmorrelief von Antonio Raggi. Dargestellt ist ein Engel, der die hl. Familie zur Flucht nach Ägypten auffordert. Die Kirche ist der Schauplatz des ersten Aktes der Oper Tosca von Giacomo Puccini. In der Kapelle versteckt sich hier der politische Gefangene Cesare Angelotti.
Die Cappella Strozzi enthält eine Bronzekopie von Michelangelos Römischer Pietà im Petersdom.
Die Cappella Barberini wurde auf Anordnung des späteren Barberini-Papstes Urban VIII. von Matteo Castelli erbaut. Sie gilt in der Kunstgeschichte als Knotenpunkt des Übergangs des späten Manierismus zu moderneren Stilen. Sie enthält zwei Werke des Vaters von Gianlorenzo Bernini, Pietro Bernini. Es handelt sich um die Skulpturen Der heilige Johannes der Täufer, entstanden etwa von 1612 bis 1616, sowie ein Puttenpärchen, geschaffen etwa 1617. In der Kapelle befindet sich noch der Evangelist Johannes von Ambrogio Buonvicino sowie eine Magdalena, manieristisch ausgeführt von Cristoforo Stati und schließlich eine hl. Martha von Francesco Mochi. Urban VIII. ist im Petersdom beigesetzt, doch liegt hier sein Großneffe Kardinal Carlo Barberini.

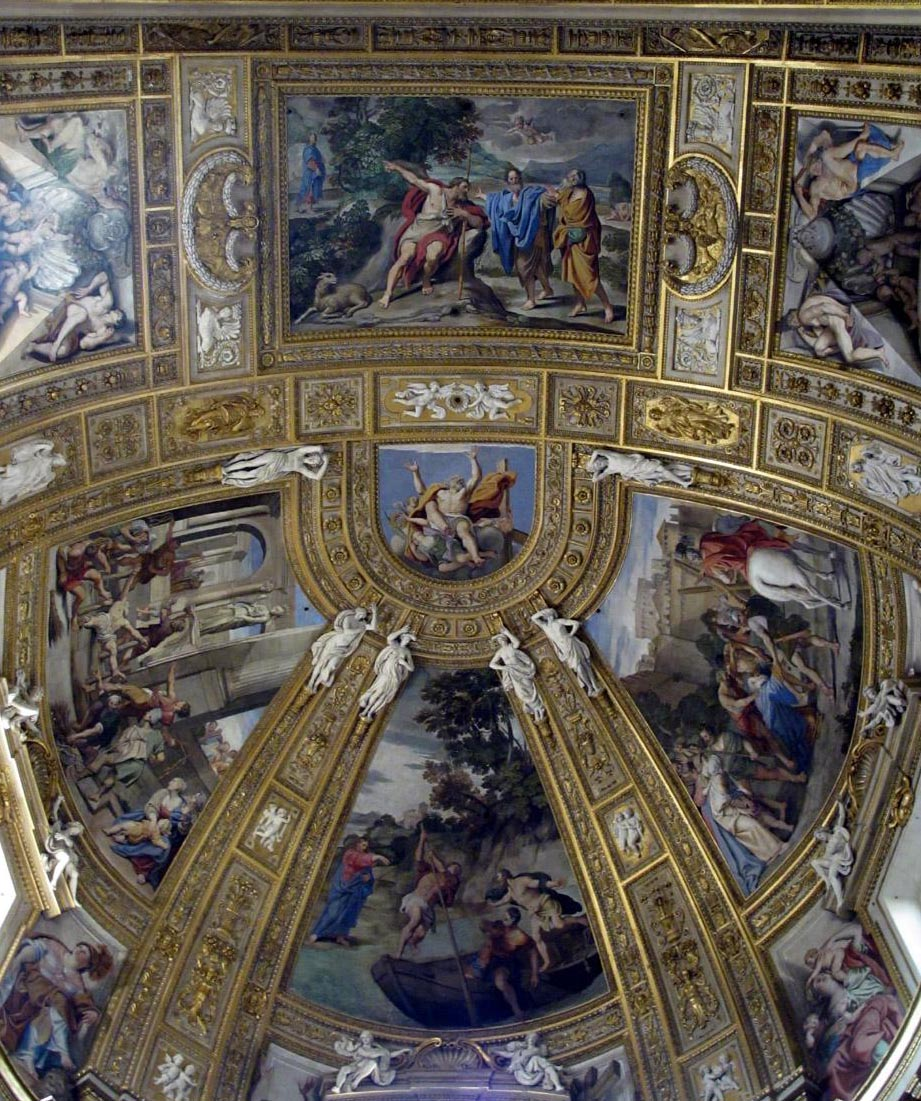
Apsis mit Fresken von Domenichino

Die Grabmäler der beiden Piccolomini-Päpste befinden sich am Ende des Langhauses. Rechts das Grabmal von Papst Pius III., geschaffen 1503 von Andrea Ferrucci. Links das Grabmal Pius II., er starb 1464. Es galt als von Andrea Bregno und seinem Schüler Paolo Romano geschaffen, heute geht man von einem Künstler im Umkreis des letzteren aus, genannt Meister Pius II. Das Grab Pius II. ist in vier Ebenen gegliedert. Die unterste enthält das Epitaph des Papstes. Eine Ebene darüber ist die Übergabe der Kopfreliquie des hl. Andreas als Relief dargestellt, darüber wiederum die Gisantfigur des Verstorbenen. Die oberste Ebene enthält ein Relief, welches darstellt, wie die beiden Apostelfürsten den Papst und den damaligen Kardinal Piccolomini, den späteren Pius III., der Muttergottes empfehlen. Die sechs figürlichen Darstellungen der Umfassung stellen die Tugenden des Papstes dar. Oberhalb des Grabmales ist letztlich noch das Wappen Pius II. eingefügt. Die Grabmäler wurden 1614 vom Petersdom in die Kirche überführt.
In der Kirche liegt der hl. Giuseppe Maria Tomasi begraben, ein Theatiner, Kardinal und Heiliger der römisch-katholischen Kirche. Er starb 1713 und wurde zunächst in seiner Titelkirche Santi Silvestro e Martino ai Monti bestattet, jedoch 1971 in diese Kirche umgebettet.
Vom späteren Rektor der Pariser Akademie Jacques Sarrazin stammen einige Figuren des Hochaltars, geschaffen vor 1628.
In der Kirche bestattet ist auch Kardinal Pietro Vidoni.

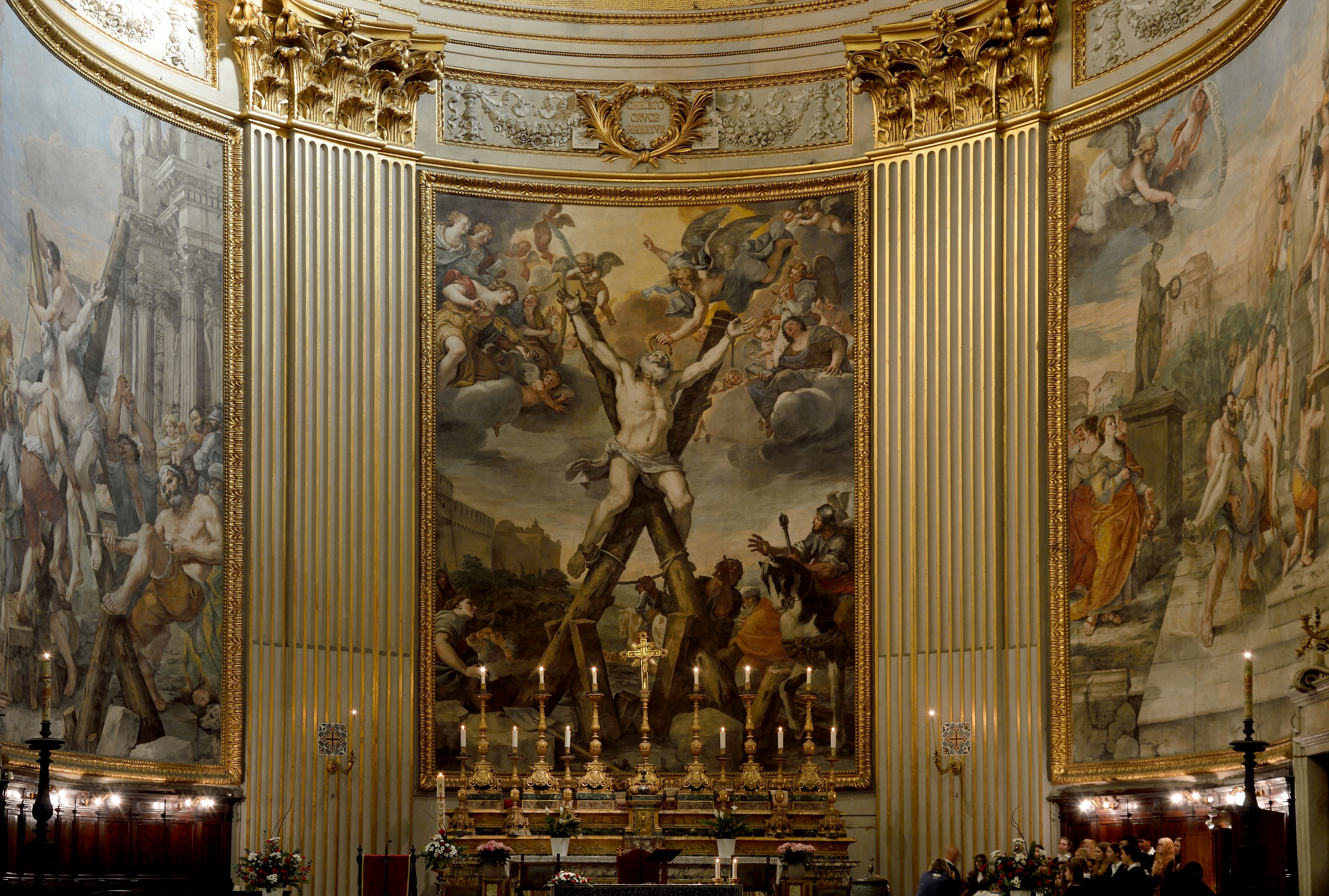
Hauptaltar mit Fresken von Mattia Preti, im Zentrum Die Kreuzigung des heiligen Andreas (1650–1651)

### Orgel
Die Orgel wurde in den Jahren 1905 bis 1909 von dem Orgelbauer Enrico Caraffa errichtet. Das Instrument hat 34 Register auf zwei Manualen und Pedal. Die Trakturen sind elektrisch.
| I Hauptwerk C-c4  |       |
| Principale        | 16′   |
| Principale        | 8′    |
| Dulciana          | 8′    |
| Flauto            | 8′    |
| Ottava            | 4′    |
| Flauto in Ottava  | 4′    |
| Quinta            | 2 ⁄3′ |
| Decimaquinta      | 2′    |
| Ripieno Grave III |       |
| Ripieno Acuto III |       |
| Tromba            | 8′    |
| Clarinetto        | 8′    |
| Voce Umana        | 8′    |

| II Schwellwerk C-c4 |        |
| Principale          | 8′     |
| Viola Gamba         | 8′     |
| Bordone             | 8′     |
| Ottava              | 4′     |
| Eolina              | 4′     |
| Nazardo             | 2 ⁄3′  |
| Silvestre           | 2′     |
| Decimino            | 1 3⁄5′ |
| Pieno III           |        |
| Tromba Armonica     | 8′     |
| Oboe                | 8′     |
| Viola Celeste       | 8′     |
| Salicionale         | 16′    |
| Tremolo             |        |

| Pedalwerk C-g1 |     |
| Contrabbasso   | 16′ |
| Principale     | 16′ |
| Subbasso       | 16′ |
| Ottava         | 8′  |
| Basso Armonico | 8′  |
| Bordone        | 8′  |
| Violoncello    | 8′  |
| Flauto         | 4′  |

- Koppeln: II/I (auch als Sub- und Superoktavkoppel), I/I (Suboktavkoppel), II/II (als Sub- und Superoktavkoppel), I/P und II/P (jeweils auch als Superoktavkoppeln)

## Nachwirkungen
Die Kirche wurde ihrerseits Vorbild für die Theatinerkirche in München, die erste im Stil des italienischen Spätbarock erbaute Hof- und zugleich Ordenskirche des Theatinerordens nördlich der Alpen, und für die St.-Anna-Kirche in Krakau.

## Kardinalpriester
Folgende Kardinäle waren Kardinalpriester von Sant’Andrea della Valle (lat. Titulus Sancti Andreae Apostoli de Valle):
- Luigi Traglia (1960–1968)
- Joseph Höffner (1969–1987)
- Giovanni Canestri (1988–2015)
- Dieudonné Nzapalainga CSSp (seit 2016)